# NGC 688
NGC 688 (другие обозначения — UGC 1302, IRAS01478+3502, MCG 6-5-15, ZWG 522.20, MK 1009, KUG 0147+350, PGC 6799) — спиральная галактика с перемычкой (SBb) в созвездии Треугольник.
Этот объект входит в число перечисленных в оригинальной редакции «Нового общего каталога».
Многие сайты, на которых якобы рассматривается NGC 688, на самом деле рассматривают NGC 6888.
В галактике наблюдается повышенное ультрафиолетовое излучение, и потому её относят к галактикам Маркаряна.
Галактика NGC 688 входит в состав группы галактик UGC 1344. Помимо NGC 688 в группу также входят NGC 700, NGC 714, UGC 1330, UGC 1338, UGC 1344, MGC 6-5-40 и CGCG 522-33.